# Hypsamasia seni
L'ipsamasia (Hypsamasia seni) è un mammifero erbivoro estinto, appartenente agli embritopodi. Visse nell'Eocene medio (circa 48 milioni di anni fa) e i suoi resti fossili sono stati ritrovati in Turchia.

## Descrizione
Questo animale è conosciuto solo per alcuni scarsi resti fossili ritrovati in Turchia, nei pressi del villaggio di Saribeylar, nella formazione Kartal. I fossili sono essenzialmente denti, e non permettono di ricostruire l'aspetto di Hypsamasia; non si è certi se Hypsamasia possedesse o meno corna sul cranio, come il suo parente più noto, Arsinoitherium. I denti, simili a quelli di Arsinoitherium, erano bilofodonti (ovvero, le quattro cuspidi dei molari erano unite da due creste trasversali) e possedevano una corona più alta rispetto a quelli di Palaeoamasia, un altro embritopode ritrovato in Turchia. È probabile che anche Hypsamasia possedesse un corpo massiccio, sorretto da zampe colonnari.

## Classificazione
Hypsamasia seni è stato descritto per la prima volta nel 1998, ed è considerato il più antico membro degli embritopodi, un gruppo di mammiferi di incerta collocazione sistematica, tipici del Terziario inferiore e il cui rappresentante più noto è Arsinoitherium.
Hypsamasia è attualmente considerato un membro della famiglia Palaeoamasiidae, comprendente altri embritopodi primitivi come Palaeoamasia (anch'esso rinvenuto in Turchia) e Crivadiatherium della Romania.

## Significato del nome
Il nome generico Hypsamasia deriva dalla parola greca hypsos ("alto") in riferimento ai denti dall'alta corona, e dalla località del ritrovamento, Amasya, provincia e città romana (un riferimento anche al genere simile Palaeoamasia). L'epiteto specifico, seni, è in onore di Sevket Sen, per il suo importante contributo alla paleontologia e alla geologia dell'Asia occidentale.